# Syrrhopodon insularum
Syrrhopodon insularum là một loài rêu trong họ Calymperaceae. Loài này được Bizot & Onr. mô tả khoa học đầu tiên năm 1976.